# Oscar Dessomville
Oscar Carolus Dessomville (Gent, 19 augustus 1876 - aldaar, 30 augustus 1938)  was een  roeier uit België en was lid van de Koninklijke Roeivereniging Club Gent. Hij nam deel aan 2 Olympische Spelen en won hierbij twee zilveren medailles.
Hij nam deel voor België aan de Olympische Zomerspelen 1900 in Parijs en de Olympische Zomerspelen 1908 in Londen als onderdeel van de zilverenmedaillewinnaars in de acht met stuurman van de Koninklijke Roeivereniging Club Gent.
Hij won ook drie gouden medailles in de Grand Challenge Cup op de Henley Royal Regatta.

## Palmares

### twee met stuurman
- 1900:  EK in Parijs

### vier met stuurman
- 1900:  EK in Parijs
- 1902:  EK in Straatsburg/Kehl
- 1908:  EK in Luzern
- 1909:  EK in Juvisy-sur-Orge

### acht
- 1900:  OS in Parijs
- 1900:  EK in Parijs
- 1901:  EK in Zürich
- 1902:  EK in Straatsburg/Kehl
- 1906:  EK in Pallanza
- 1906:  Grand Challenge Cup op de Henley Royal Regatta
- 1907:  EK in Straatsburg/Kehl
- 1907:  Grand Challenge Cup op de Henley Royal Regatta
- 1908:  OS in Londen
- 1908:  EK in Luzern
- 1909:  Grand Challenge Cup op de Henley Royal Regatta